# Maják v Juodkrantė
Maják Juodkrantė (litevsky Juodkrantės švyturys) je činný maják, který se nachází na Kurské kose na pobřeží Baltského moře v obci Juodkrantė v litevské obci Neringa v Klaipėdském kraji, přibližně 35 km jižně od Klaipėdy. Stojí v národním parku Kurská kosa.

## Historie
Maják byl postaven v letech 1950–1953 na 53 m vysokém kopci Raganų kalnas (Kopec Čarodějnic, před instalací soch jménem Jono kalnas (Janův kopec)) 900 metrů od pobřeží. Signál je viditelný do vzdálenosti 33 km. Pod majákem se vine turistická cesta s názvem Bloksbergo promenada.
Provozuje ho Klaipėdos jūrų uostas (přístavní správa Klaipėda), správcem areálu je národní park Kurská kosa.

## Popis
Maják je 20 metrů vysoký ocelový příhradový komolý jehlan na čtvercovém půdorysu s ochozem a červenou[zdroj?] lampou. V horní části je obložen černými lamelami, které slouží jako denní značka. Dolní příhradová část je nekrytá. Zdroj světla je výšce 68 m n. m. Jeho dosvit je 18 nm (33 km).
Charakteristika světla: LFl W 8s Světelný signál bílý, cyklus signálu: 3 sekundy svítí, 5 sekund nesvítí.

### Označení
- ARLHS: LIT-001
- LT-0049
- Admiralty: C3334[7]
- NGA: 11996